# Таран (фільм)
«Таран» (латис. «Tarāns») — радянський художній фільм режисера Гунара Цилінскіса, знятий за мотивами оповідання Вітаутаса Петкявічюса «Танковий бій — 1979» на Ризькій кіностудії у 1982 році.

## Сюжет
Інвалід війни, колишній механік-водій танка, після зустрічі з ветеранами своєї дивізії повертався додому на недавно придбаному невеликому автомобілі. В дорозі він був дещо засмучений розбіжностями, що виникли з його дорослим сином. Гарного настрою не додали і ті випадки побутового хамства, з якими мимоволі довелося зіткнутися. Останньою краплею в низці подій став інцидент, що виник на заправній станції. Не помітивши калюжу розлитого мастила, ветеран вдарив своїм автомобілем задню ліву частину «Волги», що стояла біля колонки. Водій пошкодженого автомобіля накинувся з лайкою на інваліда, що вибачився, і на очах присутніх роззяв збив того з ніг. Не в силах більше стримувати почуття, що накопичилися, фронтовик сів за кермо свого «Запорожця» і кілька разів протаранив новеньке авто свого опонента під схвальні вигуки випадкових свідків.

## У ролях
- Рудольф Аллаберт — Петеріс
- Антра Лієдскалниня — Марта
- Айгарс Цилінський — Вітаутс
- Лелде Вікмане — Яна
- Гіві Тохадзе — Зуріко
- Антанас Барчас — Олексійович, епізод
- Вікторс Звайгзне — Іонас, епізод
- Улдіс Думпіс — Роберт, водій «Волги»
- Байба Індріксоне — коханка Роберта, хазяйка «Волги»
- Ольгерт Дункерс — водій іномарки
- Регіна Разума — його супутниця, епізод
- Арійс Гейкінс — офіціант
- Талівалдіс Аболіньш — п'яничка

## Знімальна група
- Автор сценарію і режисер-постановник: Гунарс Цилінскіс
- Оператор-постановник: Гвідо Скулте
- Композитор: Іварс Вігнерс
- Художник-постановник: Улдіс Паузерс